# روبرت ليزلي توماس قالبرايث
روبرت ليزلي توماس قالبرايث هو سياسي كندي، ولد في 1841، وتوفي في مايو 1924.